# Charles Chetwynd-Talbot, XIX conte di Shrewsbury
Charles John Chetwynd-Talbot, XIX conte di Shrewsbury, XIX conte di Waterford, IV conte Talbot (13 aprile 1830 – Londra, 11 maggio 1877), è stato un politico inglese.

## Biografia
Era il figlio di Henry Chetwynd-Talbot, XVIII conte di Shrewsbury, e di sua moglie, Lady Sarah Elizabeth, figlia di Henry Beresford, II marchese di Waterford.

## Carriera
Shrewsbury entrò nella Camera dei comuni come uno dei due rappresentanti per Stafford (1857-1859), poi per North Staffordshire (1859-1865) e Stamford nel 1868. Nel 1868 successe al padre alla contea. Fu capitano del Honourable Corps of Gentlemen at Arms (1875-1877) nel secondo governo di Benjamin Disraeli e divenne membro del Consiglio privato nel 1874.

## Matrimonio
Sposò, il 15 febbraio 1855, Anna Teresa Cockerell (20 febbraio 1836-29 luglio 1912), figlia di capitano Richard Howe Cockerell. Ebbero quattro figli:
- Lady Theresa Susey Helen Talbot (?-16 marzo 1919), sposò Charles Vane-Tempest-Stewart, VI marchese di Londonderry, ebbero tre figli;
- Guendolen Theresa Talbot (?-20 gennaio 1937), sposò in prime nozze Edward Chaplin e in seconde nozze Archibald Cosmo Little;
- Lady Louisa Muriel Frances Talbot (1860-2 marzo 1925), sposò William Duncombe, visconte Helmsley, ebbero due figli;
- Henry Chetwynd-Talbot, XX conte di Shrewsbury (13 novembre 1860-7 maggio 1921).

## Morte
Morì l'11 maggio 1877, all'età di 47 anni, a Londra.